# Gommerville (Eure-et-Loir)
Gommerville település Franciaországban, Eure-et-Loir megyében. Lakosainak száma 684 fő (2016. január 1.). Gommerville Angerville, Pussay és Congerville-Thionville községekkel határos.

## Népesség
A település népességének változása:

| 2013 | 637 |
| 2016 | 684 |